# Gianfranco Bullo
Gianfranco Bullo (Chioggia, 1º marzo 1944) è un attore, regista cinematografico e scrittore italiano.

## Biografia
Gianfranco Bullo esordisce nel mondo del cinema italiano con il film di Giorgio Trentin Amiche: andiamo alla festa del 1972. 
Nel 1973 recita nel film commedia Un ufficiale non si arrende mai, nemmeno di fronte all'evidenza. Firmato Colonnello Buttiglione. Nel 1974 partecipa con un cameo al film Arrivano Joe e Margherito di Giuseppe Colizzi. Nel 1976 partecipa nel ruolo di Wolff al film Salon Kitty diretto dal regista Tinto Brass. Recita poi nel film guerra Una vita venduta di Aldo Folrio. Recita anche nel film Sturmtruppen di Salvatore Samperi. Nel 1988 esordisce alla regia col film Rai Tutta colpa della SIP. Nel 1995 dirige il film drammatico Una notte che piove.

## Filmografia

### Attore

#### Cinema
- Amiche: andiamo alla festa, regia di Giorgio Trentin (1972)
- Un ufficiale non si arrende mai nemmeno di fronte all'evidenza, firmato Colonnello Buttiglione, regia di Mino Guerrini (1973)
- Arrivano Joe e Margherito, regia di Giuseppe Colizzi (1974)
- Salon Kitty, regia di Tinto Brass (1976)
- Una vita venduta, regia di Aldo Florio (1976)
- Sturmtruppen, regia di Salvatore Samperi (1976)
- Il gatto dagli occhi di giada, regia di Antonio Bido (1977)
- Antonio Gramsci: i giorni del carcere, regia di Lino Del Fra (1977)
- Solamente nero, regia di Antonio Bido (1978)
- Action, regia di Tinto Brass (1980)
- La chiave, regia di Tinto Brass (1983)
- Barcamenandoci, regia di Antonio Bido (1984)
- Tutta colpa della SIP (1988)

#### Televisione
- Uomini della scienza – miniserie TV, episodi 1x05 (1977)
- A torto e a ragione – serie TV (1979)

### Regista e sceneggiatore
- Tutta colpa della SIP (1988)
- Una notte che piove (1994)